# William Gemmell Cochran
William Gemmell Cochran (Rutherglen, 15 luglio 1909 – Orleans, 29 marzo 1980) è stato uno statistico britannico.

## Biografia
Cochran studiò matematica all'Università di Glasgow e di Cambridge. Successivamente (dal 1934 al 1939) lavorò presso la Rothamsted Experimental Station, per trasferirsi quindi negli Stati Uniti, dove contribuì alla creazione di diversi Dipartimenti universitari di Statistica.
La sua permanenza più duratura fu presso l'Università di Harvard, dove lavorò dal 1957 fino al pensionamento, avvenuto nel 1976.
Nel 1967 gli è stato assegnato il Premio Samuel S. Wilks.

## Scritti
- The use of analysis of variance in enumeration by sampling (in Journal of the American Statistical Association, 1939)
- Relative accurancy of systematic and stratified random samples for a certain class of population (in The Annals of Mathematical Statistics, 1946)
- Experimental design, 1950, coautrice Gertrude Mary Cox
- Statistical problems of the Kinsey report (coautori F.Mosteller e John Wilder Tukey, American Statistical Association, 1954)
- Sampling techniques (1977)